# David Tsimakuridze
David Tsimakuridze (em georgiano:დავით ციმაკურიძე, Poti, Mingrélia-Alta Suanécia, 29 de março de 1925 — Tbilisi, 9 de maio de 2006) foi um lutador de luta livre georgiano.

## Carreira
Foi vencedor da medalha de ouro na categoria de 73-79 kg em Helsínquia 1952.